# 야로폴크 2세

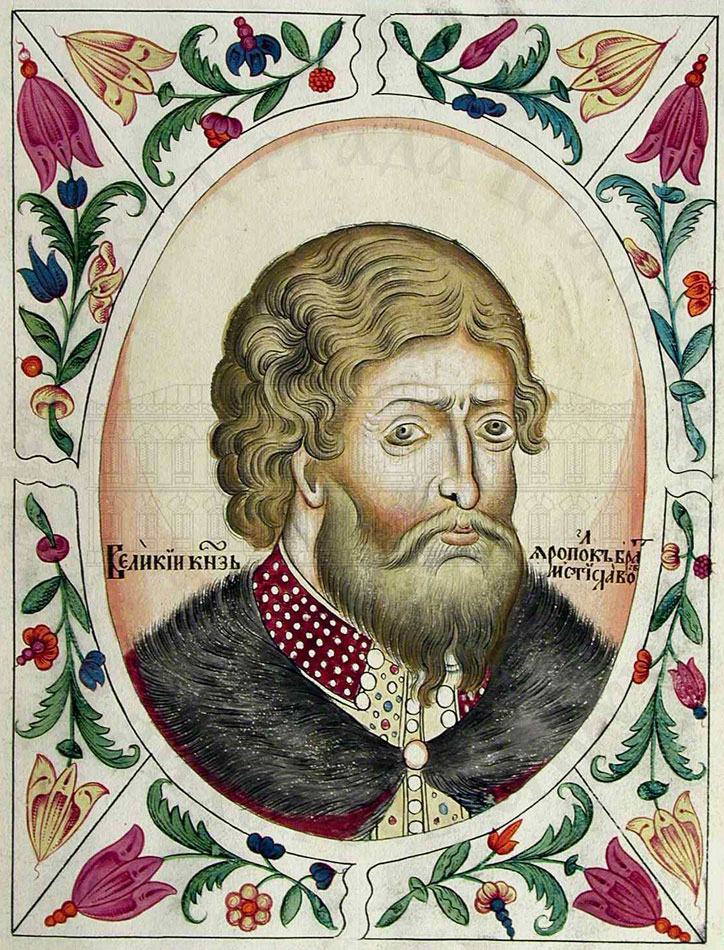
야로폴크 2세

야로폴크 2세(러시아어: Ярополк Владимирович 야로폴크 블라디미로비치[*], 1082년 ~ 1139년 2월 18일)는 키예프 대공국의 대공(재위: 1132년 ~ 1139년)이다. 류리크 왕조 출신이다.

## 생애
블라디미르 모노마흐 대공과 웨식스 왕국 출신인 기타(Gytha) 대공비의 아들로 태어났다. 1114년부터 1132년까지 페레야슬라우(페레야슬라우흐멜니츠키) 공작을 역임했다.
1132년 자신의 형인 므스티슬라프 1세가 사망하면서 키예프 대공으로 즉위했다. 재위 기간부터 류리크 왕조의 분할 상속 제도에 의해 키예프 대공국은 랴잔 대공국, 스몰렌스크 대공국, 폴로츠크 공국, 노브고로드 공화국, 갈리치아-볼히니아 대공국, 블라디미르 대공국 등의 제후공국들로 분열되기 시작하면서 쇠퇴기에 접어들었다.
| 전임 므스티슬라프 1세 | 키예프 대공 1132년 ~ 1139년 | 후임 뱌체슬라프 1세 |

## 같이 보기
- 쿠마니아
- 쿠만어
- 킵차크어파